# Hoofdklasse (zaalkorfbal) 2005/06
De Hoofdklasse (zaalkorfbal) 2005/06 is de 1e editie van de nieuw opgezette Hoofdklasse Zaalkorfbal.
De Hoofdklasse Zaalkorfbal is de 1 na hoogste zaalkorfbalcompetitie van het Nederlandse zaalkorfbal.
De competitie is opgedeeld in 2 Hoofdklassen, A en B. In elke Hoofdklasse spelen 8 teams die elk tegen elkaar uit en thuis spelen. De kampioen van de Hoofdklasse A speelt in de Hoofdklasse Finale tegen de kampioen van de Hoofdklasse B en de winnaar van dit duel promoveert naar de Korfbal League. De verliezend hoofdklasse finalist speelt play-down tegen de nummer 9 van de Korfbal League om alsnog te promoveren.

## Seizoen

### Hoofdklasse A (HKA)
|  | # | team          | gs | gw | gl | vl | pt |
|  | - | ------------- | -- | -- | -- | -- | -- |
|  | 1 | Koog Zaandijk | 14 | 7  | 5  | 2  | 19 |
|  | 2 | ROHDA         | 14 | 9  | 0  | 5  | 18 |
|  | 3 | SCO           | 14 | 7  | 3  | 4  | 17 |
|  | 4 | VADA 1925     | 14 | 7  | 3  | 4  | 17 |
|  | 5 | Oost-Arnhem   | 14 | 6  | 2  | 6  | 14 |
|  | 6 | Mid-Fryslân   | 14 | 5  | 3  | 6  | 13 |
|  | 7 | Groen Geel    | 14 | 4  | 2  | 8  | 10 |
|  | 8 | Futura        | 14 | 2  | 0  | 12 | 2  |

### Hoofdklasse B (HKB)
|  | # | team                     | gs | gw | gl | vl | pt |
|  | - | ------------------------ | -- | -- | -- | -- | -- |
|  | 1 | KVS                      | 14 | 8  | 3  | 3  | 19 |
|  | 2 | Vriendenschaar (H)       | 14 | 8  | 1  | 5  | 17 |
|  | 3 | SKF                      | 14 | 6  | 4  | 4  | 16 |
|  | 4 | TOP                      | 14 | 7  | 1  | 6  | 15 |
|  | 5 | Oranje Wit               | 14 | 6  | 2  | 6  | 14 |
|  | 6 | DVO                      | 14 | 5  | 3  | 6  | 13 |
|  | 7 | SDO                      | 14 | 5  | 2  | 7  | 12 |
|  | 8 | KV Drachten/Van der Wiel | 14 | 2  | 2  | 10 | 6  |

## Play-offs en Finale

### Finale
| Hoofdklasse Finale |               |    |
|                    |               |    |
| A1                 | Koog Zaandijk | 16 |
| B1                 | KVS           | 12 |

## Promotie/Degradatie
| Ontknoping |               |    |
|            |               |    |
| KL9        | Nic./Expertus | 15 |
| H2         | KVS           | 11 |

## Conclusies van het Seizoen
Koog Zaandijk promoveert als Hoofdklasse Kampioen naar de Korfbal League
Nic./Expertus handhaaft zich in de play-downs en blijft in de Korfbal League
Uit de Hoofdklasse A degraderen Groen Geel en Futura naar de Overgangsklasse
Uit de Hoofdklasse B degraderen SDO en KV Drachten/Van der Wiel naar de Overgangsklasse